# 紫倉瑶
紫倉 瑶（しくら よう）は、日本の官能小説家。株式会社フランス書院が2020年に主催した第26回フランス書院文庫官能大賞において新人賞を受賞しデビュー。

## 人物
官能小説家としてのデビューは、2021年5月の『淫獣の覚醒 都合のいい隣人肉玩具』である。同作品は第26回フランス書院文庫官能大賞において新人賞に選定された『嗜虐のめざめ、被虐のめざめ　～玩具になったOLと女子大生～』が改稿されたものであり、結果発表から二ヶ月後という異例の早さで刊行された。本作の紹介によれば、デビュー当時20代。

## 著書

### フランス書院文庫
- 淫獣の覚醒 都合のいい隣人肉玩具（2021年5月）
- もう終わりにして 高慢母娘と美人講師（2021年11月）
- 限界実験獄舎 未亡人、女医、名門女子大生（2022年12月）
- 娘の代わりにしてあげる 艶めかしすぎる彼女の母（2023年11月）